# Malihan
Malihan (persiska: ملیحان, Malīḩān) är en ort i Iran.   Den ligger i provinsen Khuzestan, i den västra delen av landet, 600 km sydväst om huvudstaden Teheran. Malihan ligger 20 meter över havet och antalet invånare är 346.
Terrängen runt Malihan är mycket platt.Runt Malihan är det ganska tätbefolkat, med 144 invånare per kvadratkilometer. Närmaste större samhälle är Jongīyeh, 15,1 km nordost om Malihan. Trakten runt Malihan består till största delen av jordbruksmark.